# دنی رومرا
دنی رومرا (انگلیسی: Dani Romera؛ زادهٔ ۲۳ اوت ۱۹۹۵) بازیکن فوتبال اهل اسپانیا است.
از باشگاه‌هایی که در آن بازی کرده‌است می‌توان به باشگاه فوتبال کادیس، باشگاه فوتبال بارسلونا، و باشگاه فوتبال آلمریا اشاره کرد.